# Marian Zazeela
Marian Zazeela, née le 15 avril 1940 dans le Bronx, à New York où elle meurt le 28 mars 2024, est une plasticienne, peintre, et musicienne américaine.

## Biographie
Marian Zazeela est issue d'une famille juive russe émigrée aux États-Unis. Après des études artistiques au Bennington College dans le Vermont, elle retourne à New York où elle réalise les décors des spectacles d'Amiri Baraka et ceux des films underground de Jack Smith. Elle apparaît dans le film Flaming Creatures, de ce dernier. En 1962, Jack Smith lui fait rencontrer La Monte Young avec lequel elle entame une longue et riche collaboration, au sein de son groupe de création The Dream Syndicate (comprenant Billy Name, Terry Riley, John Cale, Tony Conrad, et Angus MacLise) comme chanteuse mais aussi comme conceptrice des lumières. Plus tard, elle en deviendra la directrice artistique.
Lors de ses visites au Maroc en 1959, Marian Zazeela apprend la calligraphie arabe et emprunte de ses formes pour créer de nouveaux motifs. Un glyphe de sa propre création apparaît dans la plupart de ses œuvres ainsi que dans celles de ses collaborateurs. Son travail sur les lumières est à son tour inspiré de ses calligraphies et dessins en adoptant des formes psychédéliques. Angus MacLise membre fondateur du Velvet Underground se voit également influencé par la calligraphie de Marian Zazeela.
En 1965, elle crée Ornamental Lightyears Tracery présenté les années suivantes au Museum of Modern Art, à la Albright-Knox Art Gallery, à la Fondation Maeght, au Moderna Museet, au Metropolitan Museum of Art, à la documenta 5, à la Haus der Kunst, et au Dia Art Foundation. Son travail s'inscrit dans le courant minimaliste. Ses collaborations avec La Monte Young et leurs créations communes sur ses compositions de musique minimaliste sont montrées dans des appartements-musées, les Dream Houses, dont l'un est toujours en activité, au 275 de la Church Street à Manhattan, depuis les années 1990.
Tout comme La Monte Young, Marian Zazeela a travaillé la musique hindoue auprès de Pandit Prân Nath dont elle est la disciple. Depuis, elle enseigne le style kirana (en) et accompagne Pandit Pran Nath dans ses concerts. Avec La Monte Young et son disciple Jung Hee Choi, elle fonde le groupe Just Alap Raga Ensemble en 2002.

## Récompenses
- 2021 : prix Anonymous Was A Woman[4].

## Discographie
- 31 VII 69 10:26-10:49 PM / 23 VIII 64 2:50:45-3:11 AM The Volga Delta (en) (aussi connu comme The Black Record - La Monte Young / Marian Zazeela (Edition X, 1969)
- Dream House 78' 17" (en) - La Monte Young / Marian Zazeela / The Theatre of Eternal Music (Shandar, 1974)
- The Tamburas of Pandit Pran Nath - La Monte Young / Marian Zazeela (Just Dreams, 1999)
- Inside the Dream Syndicate, Volume I: Day of Niagara (1965) - John Cale, Tony Conrad, Angus MacLise, La Monte Young, Marian Zazeela (Table of the Elements, 2000)[5]

## Expositions
- 1989 - 1990 : The Romantic Symmetry (over a 60 cycle base) in Prime Time from 112 to 144 with 119 / Time Light Symmetry, avec La Monte Young, Dia Foundation
- 2004 - 2005 : Sons et Lumières, Centre Pompidou
- 2005 : Biennale de Lyon
- 2008 : Dream House, 1990, Centre Pompidou-Metz[6].
- 2009 : The Third Mind, American Artists Contemplate Asia, 1860-1989, musée Guggenheim

### Dream Houses
- juillet 1969 : galerie Friedrich, Munich, Allemagne
- 1970 : Fondation Maeght, Saint-Paul-de-Vence
- 1972 : documenta V, Cassel
- 1979 - 1985 : Dia Foundation, New York
- 1992 : Ruine der Künste, Berlin
- depuis 1993 : MELA Foundation, New York (permanente)
- 1994 - 1995 : Centre Pompidou, Paris
- 1998 : Musée d'Art contemporain de Lyon
- 2000 : Chapelle Saint-Joseph, Avignon